# Aardbeving Kermanshah 2017
De aardbeving in Kermanshah 2017 vond plaats op 12 november 2017 in de Iraanse provincie Kermanshah, vlak bij de Iraaks-Iraanse grens. Het epicentrum lag zo'n 30 kilometer van de stad Halabja in Iraaks-Koerdistan.
De aardbeving werd gevoeld tot in Israël, Turkije en de Verenigde Arabische Emiraten. Met ten minste 630 doden en meer dan 8100 gewonden, was het de dodelijkste aardbeving van 2017 en tevens de zwaarste aardbeving in Iran sinds 2012.

## Tektonische situatie
De aardbeving vond plaats in de Zagrosbreuk, deel van de continentale collisie tussen de Arabische en de Euro-Aziatische tektonische plaat. Op deze locatie bedraagt de relatieve convergentie van de platen 26 mm per jaar. Deze kan worden onderscheiden in opschuiving en in zijschuiving langs de breuk die ten noordoosten van het Zagrosgebergte verloopt.

## Aardbeving

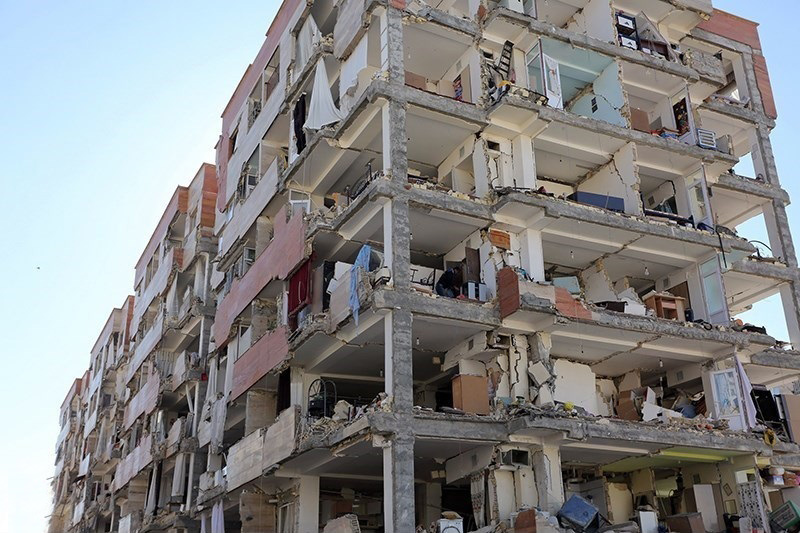
Beschadigd flatgebouw in Sarpol-e Zahab, Iran

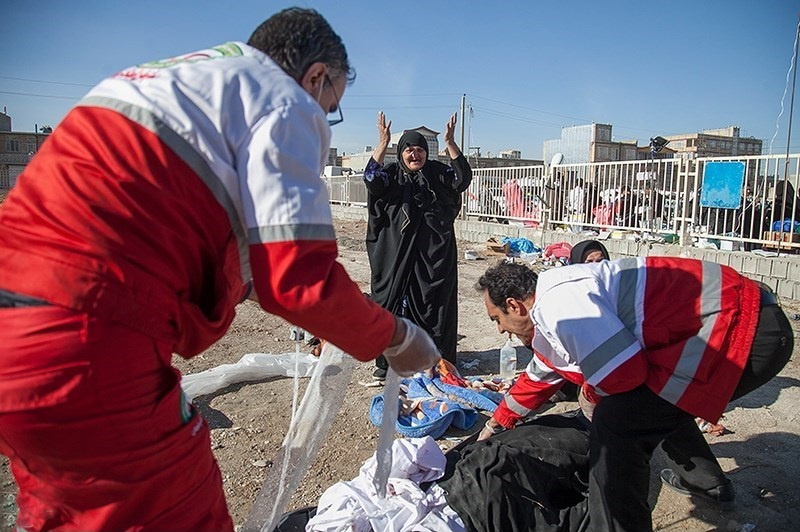
Iraanse Rode halve maan biedt hulp aan gewonden

Kaart met verspreiding van de naschokken

De aardbeving vond plaats nabij de grens van Iran met Irak, ongeveer 220 km ten noordoosten van Bagdad. Volgens de United States Geological Survey had de beving een kracht van  7,3 op de momentmagnitudeschaal. Het epicentrum lag op een diepte van 19 km en de maximale intensiteit was VIII (hevige beving) op de Schaal van Mercalli.
Het was de krachtigste beving in dat gebied sinds die van januari 1967 met een sterkte van 6,1. Het seismologisch centrum van Iran registreerde ten minste 50 naschokken binnen enkele uren na de beving.

## Gevolgen

### Slachtoffers en schade

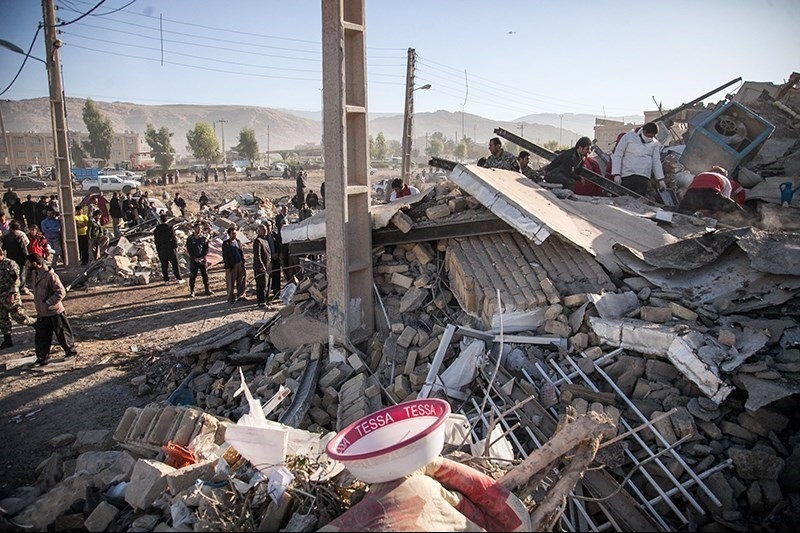
Verwoeste gebouwen in in Sarpol-e Zahab

De provincie Kermanshah werd het zwaarst getroffen, met de steden Sarpol-e Zahab en Ezgeleh; laatstgenoemde stad lag het dichtst bij het epicentrum.  Meer dan de helft van de Iraanse slachtoffers woonde in Sarpol-e-Zahab en het district Ezgeleh, met een gezamenlijke bevolking van meer dan 30.000. In Irak werd vooral Halabja getroffen.
Er overleden 630 mensen, meer dan 7000 raakten gewond. In Sarpol-e Zahab raakte het ziekenhuis beschadigd en werden ten minste 142 mensen gedood. Ten minste zeven mensen werden gedood en 500 gewond in naburig Irak. Er werd rekening gehouden met verdere schade als gevolg van aardverschuivingen, wegens de geringe diepte van de beving.  
Over een gebied van 14 Iraanse provincies raakten 70.000 mensen dakloos, 12.000 huizen werden verwoest en 15.000 beschadigd. In Iran werden in de dagen na de beving 22.000 tenten en 52.000 dekens uitgereikt. 
In Sarpol-e Zahab legden sommige inwoners de oorzaak van de uitgebreide schade bij slechte bouwkwaliteit en corruptie bij de overheid. Opgemerkt werd dat oudere gebouwen bleven staan en nieuwere instortten.

### Hulp

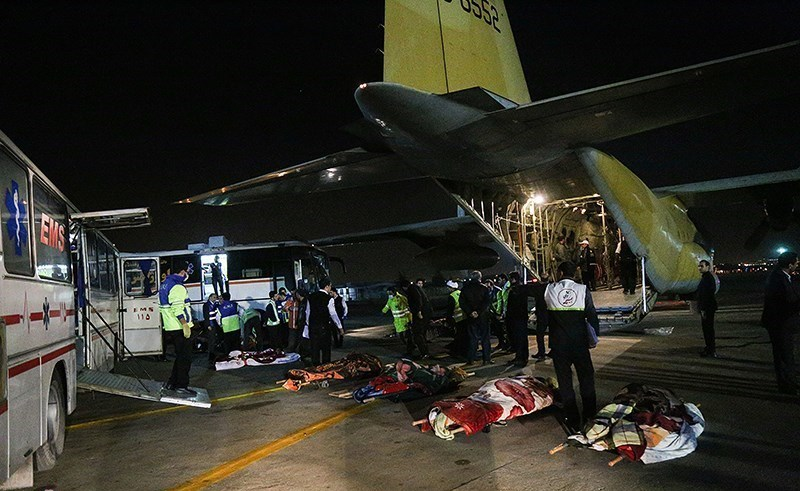
Militair vliegtuig op Mehrabad Airport vervoert gewonden

Turkije was het eerste land dat hulp aanbood, door 92 reddingswerkers beschikbaar te stellen en 4000 tenten met 7000 dekens te leveren. Het Internationale Rode Kruis arriveerde op 13 november. Soennitische hulporganisaties, zoals de Iranian Call and Reform Organisation, voorzagen in tenten en drinkwater. Door de Iraanse Rode halve maan werden honden ingezet om overlevenden te zoeken.